# 聖路易斯雷 (加利福尼亞州)
聖路易斯雷（英語：San Luis Rey）是位於美國加利福尼亞州聖地牙哥縣的一個非建制地區。該地的面積和人口皆未知。

## 地理
聖路易斯雷的座標為33°13′55″N 117°19′25″W / 33.23194°N 117.32361°W，而該地的平均海拔高度為18米（即59英尺）。